# Édouard Kauffmann
Édouard Charles Aimé Kauffmann (* 18. Mai 1895 in Paris; † 28. November 1944 in Freiburg im Breisgau) war Oberstleutnant der Luftwaffe, Widerstandskämpfer und Mitglied der Widerstandsgruppe Réseau Alliance von Marie-Madeleine Fourcade.

## Leben
Kauffmann begann in Saint Cyr eine Ausbildung als Offizier. Im März 1915 wurde er Sous-lieutenant der alpinen Infanterie. Ab 1916 wurde er als Pilot ausgebildet, wurde zum Lieutenant befördert und arbeitete bis Kriegsende u. a. als Kriegsfotograf. Danach kehrte er nach Saint Cyr zurück, wo er seine Ausbildung 1919 beendete. Er wurde mit dem Croix de guerre ausgezeichnet und im Alter von 27 Jahren zum Ritter der Ehrenlegion ernannt. 1923 wurde er Capitaine und 1930 Commandant. Über 10 Jahre nahm er an Militärkampagnen in Marokko teil und zweimal mit dem Croix de l’Ordre Ouissam Alaouite, dem höchsten Orden des Königreichs Marokko, ausgezeichnet. 1936 wurde er nach Indochina abkommandiert und kehrte 1939 nach Frankreich zurück.
Nach dem Waffenstillstand nahm er seinen Abschied von der Armee und schloss sich dem Widerstand in der Dordogne an. Über Léon Faye (1899–1945), der damals schon Mitglied des Réseau Alliance war, lernte er Marie-Madeleine Méric kennen, die das Netzwerk der Résistance im Bereich Toulouse organisierte. Seit Juni 1942 war er in der Region Südwest aktiv und wurde bald Chef des Spionagedienstes der Alliance. Am 21. September 1943 wurde Kauffmann vom Vichy SD mit elf seiner Agenten festgenommen, am 16. Dezember 1943 in das Gefängnis von Kehl (Baden-Württemberg) verlegt und am 28. November 1944 im Gefängnis von Freiburg im Breisgau hingerichtet.
Kauffmann wurde auf dem Friedhof von Saint-André-d'Allas beigesetzt. Neben ihm bestattet sind seine Tochter und seine Frau Marie-Thérèse, die ebenfalls Widerstandskämpferin war. Sie wurde verhaftet und nach Ravensbrück deportiert, wo sie 1945 befreit wurde. Eine der Hauptverkehrsstraßen von Sarlat hieß 1947 Avenue du Colonel Kauffmann.